# Hội đồng Đại diện Nhân dân Khu vực
Ở Indonesia, Hội đồng Đại diện Nhân dân Khu vực (tiếng Indonesia: Dewan Perwakilan Rakyat Daerah, DPRD) là cơ quan lập pháp nhất viện của một đơn vị hành chính quốc gia Indonesia, ở cấp tỉnh hoặc cấp huyện/thành phố. Dựa trên Hiến pháp sửa đổi của Indonesia, trong đó quy định việc thành lập các cơ quan như vậy để quản lý địa phương. Các cơ quan lập pháp hiện diện ở tất cả các tỉnh của Indonesia cũng như các đơn vị hành chính cấp hai ngoại trừ các vùng đô thị cấu thành Jakarta.